# Minst utvecklade länder
Minst utvecklade länder (MUL eller MUL-länder; ibland LDC efter engelskans Least Developed Countries), är en term som använts inom FN-sammanhang sedan 1971. Den är till för att uppmärksamma de av världens alla länder som är i störst behov av utveckling och bistånd på i stort sett alla områden.
För att ett land skall klassas som en MUL skall följande förutsättningar uppfyllas:
- BNP per capita under US$750.
- Human Assets Index (ett index som återspeglar näringsintag hos befolkningen) under 55.
- Economic Vulnerability Index (ett index som visar hur sårbar landets ekonomi är för exempelvis naturkatastrofer) över 37.

## Historia
G19 var namnet på den första gruppen av MUL bland de länder som deltog i mötet Conference on International Economic Cooperation (CIEC) i oktober 1975. Flera möten hölls i perioden mellan december 1975 och juni 1977.
MUL har efter hand utvidgats att omfatta många fler länder.

## MUL-länder
För närvarande finns 47 länder upptagna på den så kallade MUL-listan. Vanuatu och Angola förväntas lämna listan år 2020, respektive 2021.

### Asien
- Afghanistan
- Bangladesh
- Jemen
- Kambodja
- Laos
- Myanmar
- Nepal
- Östtimor

### Afrika
- Angola
- Benin
- Burkina Faso
- Burundi
- Centralafrikanska republiken
- Djibouti
- Eritrea
- Etiopien
- Gambia
- Guinea
- Guinea-Bissau
- Komorerna
- Kongo-Kinshasa
- Lesotho
- Liberia
- Madagaskar
- Malawi
- Mali
- Mauretanien
- Moçambique
- Niger
- Rwanda
- Senegal
- Sierra Leone
- Somalia
- Sudan
- Sydsudan
- Tanzania
- Tchad
- Togo
- Uganda
- Zambia

### Oceanien
- Kiribati
- Salomonöarna
- Tuvalu

### Latinamerika
- Haiti

### Tidigare MUL-länder
- Sikkim (Blev en indisk delstat 1975)
- Botswana (Förlorade sin MUL-status 1994)
- Kap Verde (Förlorade sin MUL-status 2007)
- Maldiverna (Förlorade sin MUL-status 2011)
- Samoa (Förlorade sin MUL-status 2014)
- Ekvatorialguinea (Förlorade sin MUL-status 2017)[8]
- Vanuatu (Förlorade sin MUL-status 2020)
- Bhutan (Förlorade sin MUL-status 2023)
- São Tomé och Príncipe (Förlorade sin MUL-status 2024)